# Peter North
Peter North, ook bekend als Matt Ramsey, echte naam Alden Brown, (Halifax (Nova Scotia), 11 mei 1957) is een Canadese mannelijke pornoster, regisseur en producent.
Vanwege hoge schulden begon hij op zijn vierentwintigste met porno. Dit was in eerste instantie als bottom in gay pornofilms, hoewel hij hier liever niet meer over praat. North is vooral beroemd om zijn facials, het ejaculeren van sperma over het gezicht van een vrouw of man. Hij produceert grote hoeveelheden sperma, en kan tijdens elk orgasme acht tot tien keer ejaculeren.
North verscheen in meer dan 1800 pornofilms, zowel hetero als homo.